# Ulrich Gressieker

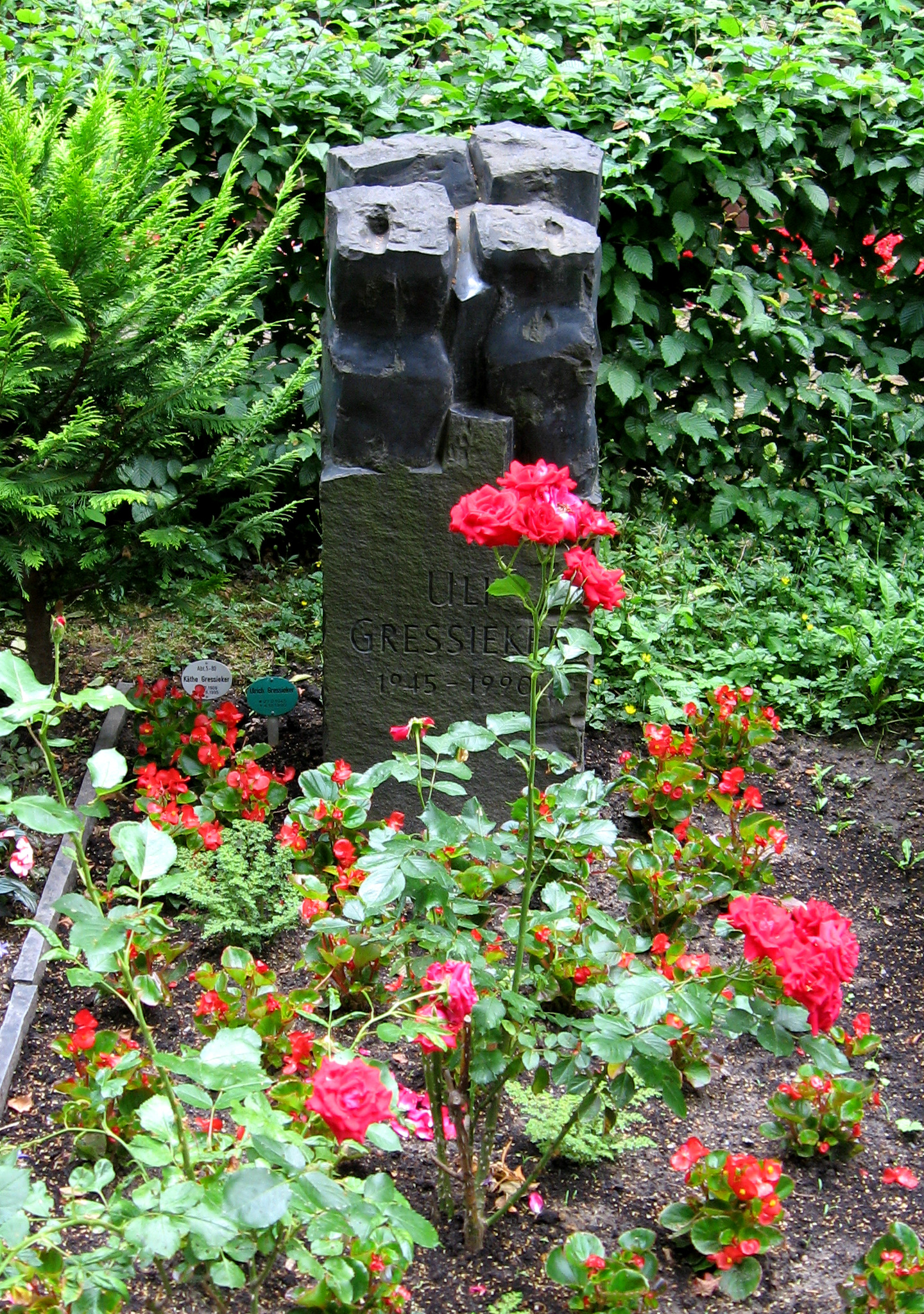
Grab auf dem Friedhof Stubenrauchstraße in Berlin-Friedenau

Ulrich „Uli“ Gressieker (* 27. Februar 1945 in Oberwiesenthal; † 4. Dezember 1990 in Berlin) war ein deutscher Synchronsprecher und Schauspieler.

## Leben und Werk
Ulrich Gressieker spielte als Jugendlicher in Berlin Schülertheater und konnte die Bühnentätigkeit nach dem Abschluss der Malwida-von-Meysenbug-Oberschule fortsetzen. Er spielte mehrere Jahre am GRIPS-Theater in Berlin, für das er auch selbst Bühnenstücke verfasste. Für den SFB verfasste er Beiträge, unter anderem für die Reihen Passagen und Sonntags immer. Darüber hinaus wurde kurz vor seinem Tod sein Buch Vaterschaft oder: wie ich schwanger wurde veröffentlicht. Das diesem Text zugrunde liegende Manuskript entstand aus zwei mehrfach wiederholten Hörfunksendungen aus der Reihe Passagen des SFB.
In Film und Fernsehen trat Gressieker nicht sehr oft auf. So spielte er in Fernsehfilmen und -serien wie Direktion City und Dieter Hallervordens Die Nervensäge. Als Autor verfasste er Drehbücher für die Fernsehserie Die Vier aus der Zwischenzeit.
Ulrich Gressieker war dem Publikum vor allem durch seine Stimme mit ihrem metallisch-ironischen Klang bekannt. In den 1980er Jahren gehörte Ulrich Gressieker zu den am meisten eingesetzten Synchronsprechern.
Am 4. Dezember 1990 beging Gressieker im Alter von 45 Jahren Suizid. Sein Grab befindet sich auf dem Friedhof Stubenrauchstraße in Berlin-Friedenau.
Er war der Sohn des Synchronautors und Synchronregisseurs Hermann Gressieker. Ulrich Gressieker war vor 1986 mit der Schauspielerin Hansi Jochmann verheiratet und hatte mit ihr einen gemeinsamen Sohn.

## Synchronrollen (Auswahl)
James Belushi
- 1986: als Patrick Martin in Der kleine Horrorladen
- 1986: als Bernie Litgo in Nochmal so wie letzte Nacht
- 1987: als Rick Latimer in Der Prinzipal – Einer gegen alle
- 1987: als Nick Pirandello in Wahre Männer
- 1988: als Det. Sgt. Arthur Ridzik in Red Heat
- 1989: als Homer Lanza in Homer und Eddie

Christopher Lambert
- 1985: als Fred in Subway
- 1986: als Connor MacLeod/Russell Edwin Nash in Highlander – Es kann nur einen geben
- 1986: als Michel in I Love You
- 1989: als Menrou in Liebestraum
- 1990: als Gus Cardinale in Why me? – Warum gerade ich?

Patrick Swayze
- 1982: als Bandit in The Renegades
- 1984: als Ernie Webster in Speedway-Trio (Synchronisation: 1988)
- 1987: als Nomad in Steel Dawn – Die Fährte des Siegers
- 1989: als James Dalton in Road House
- 1990: als Sam Wheat in Ghost – Nachricht von Sam

John Malkovich
- 1984: als Photograph Alan 'Al' Rockoff in The Killing Fields – Schreiendes Land
- 1984: als Mr. Will in Ein Platz im Herzen
- 1987: als Basie in Das Reich der Sonne

Terry Jones
- 1979: als Brians Mutter/ Kreuzigungsassistent in Das Leben des Brian
- 1983: in verschiedenen Rollen in Der Sinn des Lebens

John James
- 1983–1990: als Jeff Colby in Der Denver-Clan
- 1987: als Jeff Colby in Die Colbys – Das Imperium

Joe Penny
- 1985–1990: als Nick Ryder in Trio mit vier Fäusten
- 1988–1990: als Jake Styles (1. Stimme) in Jake und McCabe – Durch dick und dünn

Flea
- 1989: als Douglas J. Needles in Zurück in die Zukunft II
- 1990: als Douglas J. Needles in Zurück in die Zukunft III

### Filme
- 1973: Frederic Forrest als Tony Fargo in Der Don ist tot
- 1983: Dennis Quaid als Gordon Cooper in Der Stoff, aus dem die Helden sind
- 1983: Robbie Coltrane als Rhun in Krull
- 1983: Steven Bauer als Manny Ribera in Scarface
- 1984: Eric Roberts als Paulie in Der Pate von Greenwich Village
- 1984: Michael Biehn als Kyle Reese in Terminator
- 1984: Nicolas Cage als Sgt. Alfonso „Al“ Columbato in Birdy
- 1984: Jim Carter als Déjà Vu in Top Secret!
- 1984: Michael Ensign als Hotelmanager in Ghostbusters – Die Geisterjäger
- 1984: Michael Paré als David Herdeg in Das Philadelphia Experiment
- 1985: Gavan O’Herlihy als Fraker in Death Wish III – Der Rächer von New York
- 1985: Kevin Costner als Jake in Silverado
- 1985: Don Stark als Doug Snell in Peggy Sue hat geheiratet
- 1985: William Petersen als Richard Chance in Leben und Sterben in L.A.
- 1986: Bill Paxton als Pvt. Hudson in Aliens – Die Rückkehr
- 1986: Christopher Walken als Brad Whitewood Sr. in Auf kurze Distanz
- 1986: Garry Goodrow als Josh in Das Pechvogel-Quartett
- 1987: Kurt Russell als Dean Proffitt in Overboard – Ein Goldfisch fällt ins Wasser
- 1987: Nicolas Cage als Ronny Cammareri in Mondsüchtig
- 1988: Eric Bogosian als Barry Champlain in Talk Radio
- 1988: Michael Keaton als Beetlejuice in Beetlejuice
- 1990: Jean Reno als Victor in Nikita

### Serien
- 1981: als Chamäleon in Captain Future
- 1989–1990: Brian Cummings als Doofy in DuckTales – Neues aus Entenhausen

## Filmografie als Schauspieler
- 1971: Chronik der laufenden Ereignisse
- 1973: Tod auf der Themse
- 1973: Hamburg Transit – Das Abenteuer
- 1976: Krawatten für Olympia
- 1978: Allseitig reduzierte Persönlichkeit – Die Redupers
- 1982: Direktion City, Folge 32 "In den Sand gesetzt"
- 1983: Konrad aus der Konservenbüchse
- 1984: Richy Guitar
- 1986: Die Nervensäge

## Schriften
- Vaterschaft oder: wie ich schwanger wurde. Edition Herzschlag, Berlin 1990, ISBN 3-922389-35-X.